# Sofia da Prússia
Sofia Doroteia Ulrica Alice da Prússia (em alemão: Sophie Dorothea Ulrike Alice von Preußen; Potsdam, 14 de junho de 1870 – Frankfurt, 13 de janeiro de 1932) foi a esposa do rei Constantino I e rainha consorte do Reino da Grécia de 1913 a 1917 e depois entre 1920 e 1922. Era a filha do imperador Frederico III da Alemanha e de Vitória, Princesa Real do Reino Unido.

## Origens

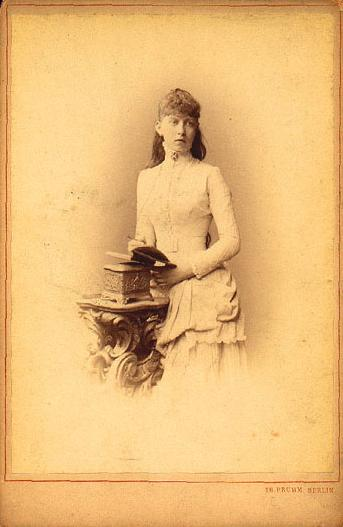
A rainha Sofia em criança.

Sofia nasceu a 14 de junho de 1870 no Novo Palácio de Potsdam, na Prússia. Era filha do então príncipe-herdeiro Frederico Guilherme da Prússia (que se tornaria mais tarde imperador da Alemanha), e da sua esposa, Vitória, Princesa Real, filha mais velha da rainha Vitória do Reino Unido e do seu marido, o príncipe Alberto. Foi baptizada no mês seguinte numa cerimónia na qual todos os homens estavam vestidos de uniforme, uma vez que a Prússia tinha declarado guerra à França pouco tempo antes. A sua mãe descreveu o acontecimento da seguinte forma à rainha Vitória: "O baptizado correu bem, mas foi triste e sério. Rostos ansiosos e olhos chorosos, e uma melancolia e prenúncio de toda a miséria que nos aguarda ensombraram a cerimónia que deveria ser de alegria e agradecimento".
Sofia era chamada de "Sossy" quando era criança (é provável que este nome tenha sido escolhido porque rimava com "Mossy", a alcunha da sua irmã mais nova, a princesa Margarida). Sofia era também irmã do kaiser Guilherme II da Alemanha, das princesas Carlota e Vitória da Prússia e dos príncipes Henrique, Valdemar e Segismundo da Prússia.
Os filhos do príncipe-herdeiro acabariam por juntar-se de acordo com a sua idade: Guilherme, Carlota e Henrique eram os preferidos dos seus avós paternos enquanto Sofia, Margarida e Vitória eram praticamente ignoradas por eles. Dois dos seus irmãos mais velhos, Segismundo e Valdemar, morreram novos (Segismundo morreu antes de ela nascer e Valdemar morreu aos onze anos de idade, quando Sofia tinha oito), o que fez com que Vitória e as suas três filhas mais novas se aproximassem ainda mais. A princesa-herdeira chamava-as "as minhas três doces meninas" e "o meu trio". Vitória acreditava que tudo o que fosse inglês era superior, por isso modelou a infância dos seus filhos seguindo o modelo da sua. Sofia foi criada sentindo um grande amor por Inglaterra e por tudo relacionado com o país. Fazia também visitas frequentes à sua avó, a rainha Vitória, de quem gostava muito. A princesa passava longos períodos de tempo em Inglaterra e, uma vez que durante a infância quase não conviveu com os seus avós paternos, a sua educação foi maioritariamente influenciada pelos seus pais e pela rainha Vitória.
Quando era criança, Sofia passava grande parte do seu tempo entre as duas residências principais dos pais: o Kronprinzenpalais em Berlim e o Novo Palácio em Potsdam.

## Princesa-herdeira da Grécia

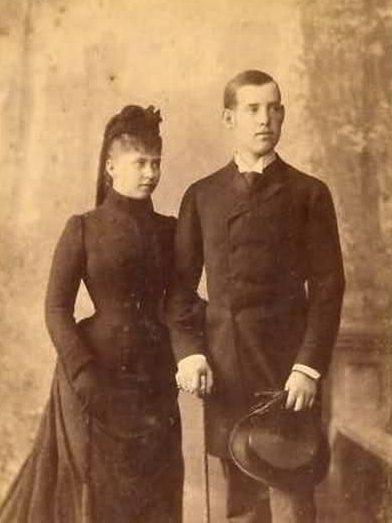
Foto de noivado de Sofia e Constantino. Ambos estão de luto pelo pai de Sofia.

### Morte do pai
Após uma longa estadia em Inglaterra para celebrar o Jubileu de Ouro da sua avó, Sofia conheceu melhor o príncipe-herdeiro Constantino da Grécia ("Tino") no verão de 1887. A rainha observava a sua relação cada vez mais próxima e escreveu: "Haverá alguma hipótese de a Sofia se casar com o Tino? Seria muito agradável para ela e para ele é excelente". No entanto, este período coincidiu com uma época infeliz para a família de Sofia, uma vez que o seu pai, o imperador Frederico III, estava a morrer de forma agonizante devido a um câncer na laringe. A sua esposa e filhos estavam sempre presentes no seu quarto no Novo Palácio, e foi no dia do aniversário de Sofia que o estado do imperador piorou de forma irreversível. Nesse dia, o pai de Sofia tinha planeado fazer um piquenique com a família para celebrar a ocasião, mas, depois de uma madrugada muito complicada, às sete da manhã, um dos criados pegou no ramo de flores que Frederico tinha encomendado para a filha e colocou-o ao seu lado na cama.  O imperador morreu no dia seguinte. O irmão mais velho de Sofia, agora imperador da Alemanha, não demorou a explorar as coisas do pai, na esperança de encontrar "provas incriminatórias" de "conspirações liberais". Sabendo que as suas três filhas mais novas dependiam mais dela para encontrar apoio moral, a imperatriz-viúva dedicou-se mais a elas. "Tenho as minhas três doces meninas - de quem ele gostava tanto - e que são a minha consolação".

### Casamento e controvérsia com a família
Durante este período triste, Sofia aceitou o pedido de casamento do príncipe-herdeiro Constantino, algo visto como um desenvolvimento pouco surpreendente tendo em conta a atmosfera fúnebre que prevalecia em casa da sua mãe viúva. A 27 de outubro de 1889, Sofia casou-se com Tino em Atenas, na Grécia. Os dois eram primos em terceiro grau através do czar Paulo I da Rússia e primos em segundo grau através do rei Frederico Guilherme III da Prússia. Havia uma antiga profecia grega que dizia que quando Constantino e Sofia reinassem, a Grécia voltaria a ser grande e a cidade de Constantinopla caíra nas suas mãos. Segundo a avó de Sofia, a rainha Vitória, 'Tino', "não é muito inteligente, mas tem um bom coração e um bom carácter (...) e isso vale muito mais do ser esperto."
Este casamento levou a vários conflitos de ordem religiosa em ambas as famílias, causados principalmente pela cunhada de Sofia, a imperatriz Augusta Vitória, conhecida na família por Dona, e pelo marido dela e irmão de Sofia, o kaiser Guilherme II, assim como pela mãe de Constantino, a rainha Olga da Grécia. Augusta Vitória era extremamente religiosa e não aceitou bem a ideia de a sua cunhada se casar com um príncipe ortodoxo. Quando expôs o caso ao marido, o kaiser declarou que, se Sofia alguma vez se convertê-se à Igreja Ortodoxa, nunca mais a deixaria regressar à Alemanha. Na altura do casamento, esta questão foi resolvida, tendo-se realizado duas cerimónias, uma evangélica e outra ortodoxa. No entanto, a poucos dias do casamento, o kaiser voltou a contrariar os desejos da irmã e da mãe, quando as informou de que, ao contrário do que estava previsto, a sua esposa estaria presente na cerimónia e que os dois iam levar consigo um pastor extremamente conservador da sua confiança, Kögel, para celebrar a cerimónia evangélica. A mãe de Sofia, Vitória, escreveu uma carta indignada à sua mãe, a rainha Vitória, sobre o assunto:
"E anunciaram isto (...) sem me consultarem a mim nem a Sofia!!! Eles sabem que tanto eu como o Fritz [Frederico III da Alemanha] detestamos o Kögel e já tinha ficado combinado há vários meses que seria o capelão alemão do rei da Grécia, o Dr. Peterson (...) a realizar a cerimónia protestante!!! Eles tiveram mais de um ano para pensar e conversar sobre isto (...) O mais provável é que a Dona soubesse que eu e a Sofia não íamos concordar com isto, por isso combinaram tudo atrás das minhas costas (...) Só tenho receio que o Willy [o rei Jorge I] da Grécia fique magoado por nunca ninguém ter pedido também a opinião dele!"
O rei da Grécia acabaria mesmo por ficar ofendido com esta mudança de planos e acabou por não ir receber o kaiser quando ele chegou à Grécia. Durante o casamento, o comportamento da comitiva de Guilherme II foi considerado escandaloso, uma vez que vários dignitários alemães, incluindo o filho do chanceler Bismark, Herbert, trataram mal os membros da família real e os ministros gregos e todos ficaram aliviados quando eles se foram embora.

### Nascimento do primeiro filho e conversão à Igreja Ortodoxa

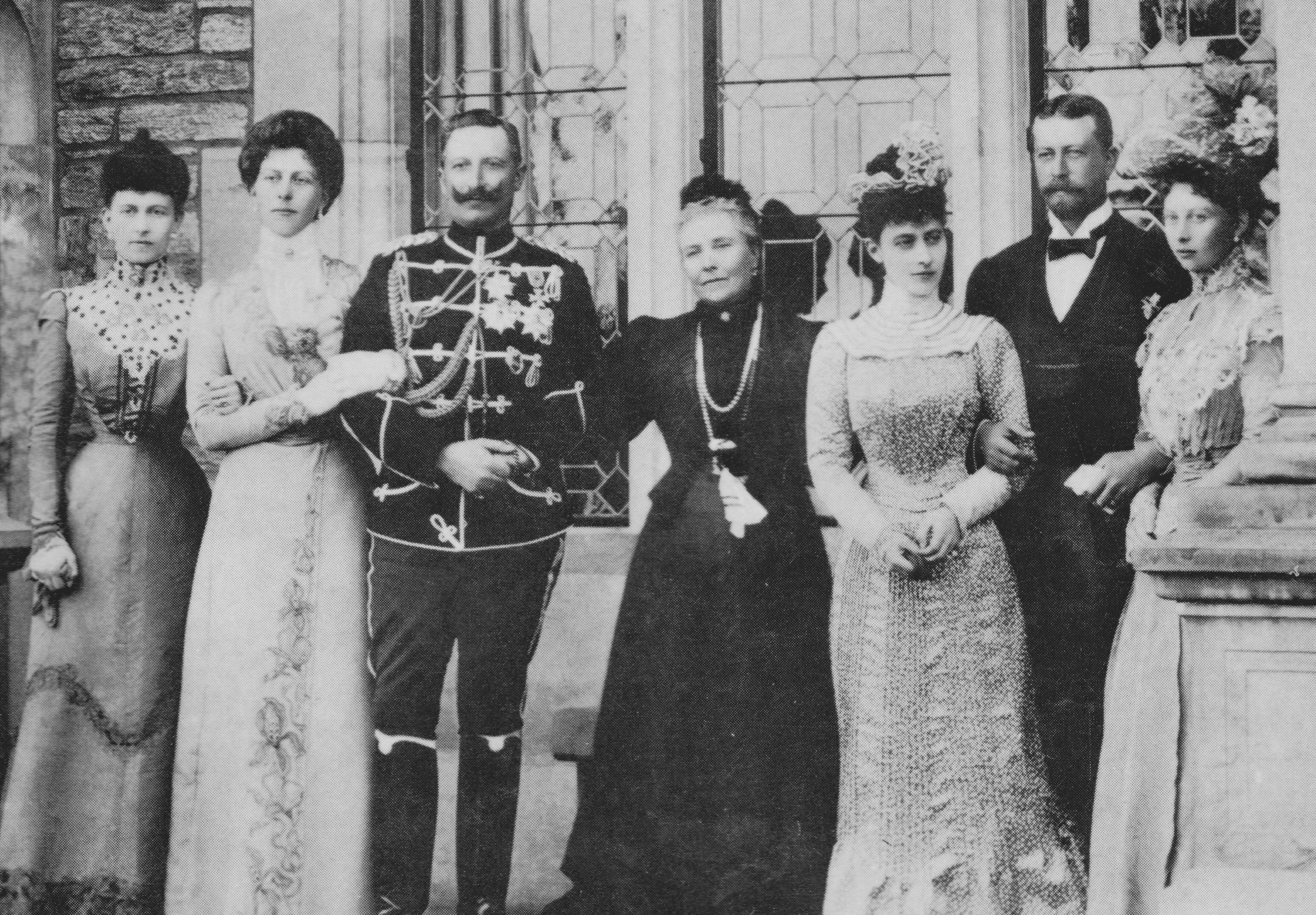
Sofia (esq.) com a mãe Vitória e os seus irmãos Vitória, Guilherme, Carlota, Henrique e Margarida.

A 19 de Julho de 1890, Sofia deu à luz o seu primeiro filho, um herdeiro a quem chamou Jorge. O parto não foi fácil e colocou a vida da mãe e da criança em perigo. Já antes do nascimento, a mãe de Sofia, Vitória, tinha mostrado alguma preocupação com a escolha de um médico grego para dar à luz a criança, uma vez que os médicos nos Balcãs não eram conhecidos pela sua qualidade. No entanto, mesmo após vários apelos aos sogros de Sofia, foi decidido que o nascimento do primeiro filho do príncipe e da princesa herdeiros da Grécia era um evento nacional e que a presença de médicos estrangeiros seria mal vista. Numa carta dirigida à avó de Sofia, a sua mãe afirmou que "é uma crueldade colocar a saúde e a vida da minha filha em perigo por causa de susceptibilidades nacionalistas. Não sei como pode ser benéfico para a nação grega ou para a dinastia do rei que ela tenha de sofrer mais do que o necessário por não poder receber conselhos médicos melhores".
Acabou por ser seleccionado um médico grego, recomendado por um médico de Viena, mas a mãe de Sofia, não conformada com a decisão, enviou para a Grécia uma parteira inglesa, disfarçada de criada, para vigiar a situação e acabaria por ser ela a salvar a mãe e a criança. Durante o parto, o médico não lavou as mãos antes de tocar na sua paciente e tentou arrancar-lhe a placenta à força, acabando por ser expulso do quarto pelo marido de Sofia, Constantino. Logo depois do parto, a temperatura de Sofia começou a subir e ela sofreu de períodos de delírio, tendo demorado algum tempo a recuperar a saúde. Só depois deste episódio se descobriu que o médico grego já não exercia medicina há vários anos, sabia pouco sobre obstetrícia e só tinha sido recomendado porque queria um condecoração para o seu filho.
Durante este episódio, o irmão de Sofia, Guilherme, voltou a ofender a família real grega quando enviou um médico alemão para cuidar da irmã sem pedir autorização a ninguém. Como a sua mãe escreveu numa carta à rainha Vitória, "o Guilherme é só irmão dela e ainda por cima nem sequer é um irmão muito afectuoso, nem nunca foi muito chegado às irmãs, (...) por isso não se pode dizer que tenha feito isto só para ajudar a irmã."
Em Dezembro de 1890, durante uma visita à Alemanha, Sofia informou a família de que pretendia converter-se à Igreja Ortodoxa. A notícia não foi bem recebida pelo seu irmão Guilherme e muito menos pela sua cunhada Augusta Vitória que a chamou imediatamente ao palácio para lhe dizer que nem ela nem o marido concordavam com essa decisão e que, se ela o fizesse, iria acabar no Inferno. Sofia respondeu que a sua mudança de religião era um assunto que só lhe dizia respeito a ela e que, se fosse parar ao Inferno, o problema seria também só seu. Ofendida por a cunhada não fazer aquilo que ela queria, Augusta Vitória foi queixar-se ao marido que, pouco depois, apareceu de surpresa em casa da mãe, onde Sofia e o marido Constantino estavam instalados, para informar a irmã de que, se mudasse de religião, seria proibida de voltar à Alemanha. Na mesma conversa, fez também ameaças à sua mãe e ao marido de Sofia, o futuro rei da Grécia. Alguns dias após este episódio, Augusta Vitória entrou em trabalho de parto antes do tempo, tendo dado à luz o seu sexto filho, o príncipe Joaquim. Tanto Guilherme como Augusta culparam a discussão com Sofia pelo nascimento prematuro do seu filho. Numa carta dirigida à sua avó, a rainha Vitória, cinco meses após os acontecimentos, o kaiser afirmou:
"A Sofia fez uma cena horrenda à Dona - que estava num estado de gravidez muito avançado - na qual se comportou da forma mais inacreditável possível, como se fosse uma menina mal-comportada que foi apanhada a fazer uma asneira. (...) A minha pobre esposa ficou de tal forma doente que deu à luz mais cedo do que o esperado e esteve às portas da morte durante dois dias. (...) Tive um encontro com ela na qualidade de Chefe da Igreja, no qual a mamã e o Tino estavam presentes, e ela recusou-se a reconhecer-me como chefe da família e chefe da igreja. (...) Se o bebé morrer, a culpa é da Sofia e considero que ela o assassinou."
A rainha Vitória ficou de tal forma estupefacta com a carta que se recusou a responder. Apesar das objecções do irmão e da cunhada, Sofia converteu-se à Igreja Ortodoxa na Páscoa do ano seguinte, acabando assim por ser proibida pelo irmão de voltar à Alemanha durante um ano. Quando soube da decisão, Sofia escreveu-lhe uma carta, na qual enumerava os motivos que a tinham levado a mudar de religião, mas o resultado foi apenas o aumento da sua pena para três anos.

## Rainha da Grécia

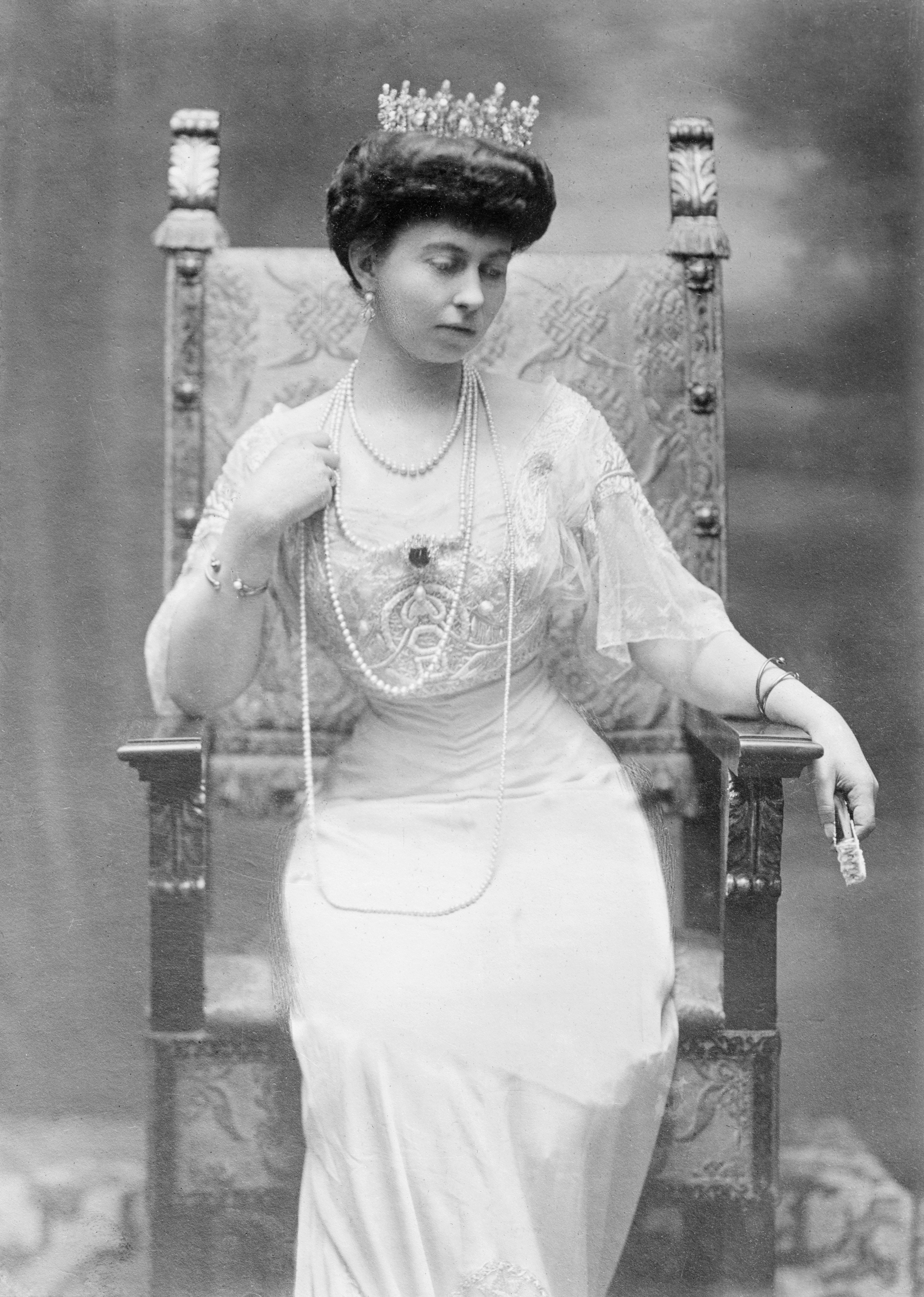
Sofia quando rainha da Grécia

Constantino sucedeu ao seu pai a 18 de março de 1913, tornando Sofia na rainha-consorte da Grécia.
Durante a Primeira Guerra Mundial, a rainha Sofia envolveu-se a um certo nível nos assuntos de estado do país e mantinha-se em contacto frequente com o seu irmão mais velho. Nas palavras de G. Leon, Sofia permaneceu alemã e os interesses alemães estavam, para ela, acima dos interesses do seu país adoptado ao qual dava pouca importância. Na verdade, Sofia nunca teve qualquer simpatia pelo povo grego. Outras fontes dizem o oposto, tendo por base os seus trabalhos caritativos e esforços para melhorar a vida do povo grego na capital e arredores. A má reputação de Sofia tem origem principalmente durante o período de Cisma Nacional na Grécia, já que a rainha serviu de bode expiatório no esforço republicano por denegrir a família real apenas por ser irmã do kaiser Guilherme II da Alemanha.
Em 1916, a rainha e o rei estavam em Tatoi quando começou um misterioso incêndio que destruiu a residência principal e grande parte da floresta que a rodeava. A rainha Sofia pegou na sua filha mais nova, a princesa Catarina, e correu durante quilómetro e meio com ela nos braços. O incêndio durou quarenta-e-oito horas e suspeita-se que se tratou de fogo posto.

### Exílio
Sofia deixou a Grécia ao lado do marido (que tinha abdicado do trono devido a acusações de ser pro-germânico) no dia 11 de Junho de 1917 e o casal foi exilado para a Suíça. Seriam chamados novamente ao trono pouco depois da morte do filho Alexandre derivada de uma infecção causada pela mordida de um macaco. Constantino seria novamente forçado a abdicar após a derrota grega na guerra com a Turquia em 1922 e acabaria por morrer no início desse ano.

## Morte e enterro
Nos seus últimos anos de vida, Sofia foi diagnosticada com cancro e acabaria por morrer no exílio em Frankfurt, na Alemanha em 1932 onde foi inicialmente sepultada. Com a restauração da monarquia na Grécia, os restos mortais da rainha foram transferidos para o cemitério real de Tatoi em 1936, tendo Sofia sido enterrada junto do seu marido, o rei Constantino.

### Legado
Sofia é avó paterna da rainha Sofia de Espanha, que recebeu o nome em sua honra, e do ex-rei Constantino II dos Helenos. A rainha Sofia de Espanha é, por seu lado, avó da infanta Sofia de Espanha, filha de Filipe e Letícia de Espanha.

## Títulos e honrarias

Estandarte real da rainha Sofia da Grécia.

### Formas de tratamento e títulos
- 14 de junho de 1870 – 27 de outubro de 1889: Sua Alteza Real, a princesa Sofia da Prússia
- 27 de outubro de 1889 – 18 de março de 1913: Sua Alteza Real, a Princesa-herdeira da Grécia, Duque de Esparta
- 18 de março de 1913 – 27 de setembro de 1922: Sua Majestade, a Rainha dos Helenos

### Honrarias
- Dama da Ordem de Luísa (Reino da Prússia).
- Dama de segunda classe da Real Ordem de Vitória e Alberto (Reino Unido).

## Descendência
| Nome                           | Data de nascimento      | Data do falecimento    | Notas                                                                |
| ------------------------------ | ----------------------- | ---------------------- | -------------------------------------------------------------------- |
| Jorge II da Grécia             | 20 de Julho de 1890     | 1 de Abril de 1947     | Casou-se com a princesa Isabel da Roménia. Sem descendência.         |
| Alexandre da Grécia            | 1 de Agosto de 1893     | 25 de Outubro de 1920  | Casou-se com Aspasia Manos. Com descendência.                        |
| Helena da Grécia e Dinamarca   | 2 de Maio de 1896       | 28 de Novembro de 1982 | Casou-se com Carlos II da Roménia. Com descendência.                 |
| Paulo da Grécia                | 14 de Dezembro de 1901  | 6 de Março de 1964     | Casou-se com a princesa Frederica de Hanôver. Com descendência.      |
| Irene da Grécia e Dinamarca    | 13 de Fevereiro de 1904 | 15 de Abril de 1974    | Casou-se com o príncipe Aimone, 4ª duque de Aosta. Com descendência. |
| Catarina da Grécia e Dinamarca | 4 de Maio de 1913       | 2 de Outubro de 2007   | Casou-se com o major Richard Brandram. Com descendência.             |